# Grande Prêmio de Abu Dhabi de 2012
O Grande Prêmio de Abu Dhabi de 2012  (formalmente conhecido como 2012 Formula 1 Etihad Airways Abu Dhabi Grand Prix) foi a décima oitava corrida da temporada de 2012 da Fórmula 1, disputada no dia 4 de novembro no Yas Island, Abu Dhabi, Emirados Árabes Unidos.O finlandês Kimi Räikkönen foi o vencedor.

## Relatório

### Classificatório
Q1 — primeira parte
A sessão começou no horário previsto de baixo de sol com 31 °C de temperatura de pista. Com pouco mais de cinco minutos de treino, metade do pelotão já havia marcado tempo. Dos pilotos das três equipes de ponta, Alonso foi o primeiro a marcar tempo, alternando-se com o venezuelano Maldonado na liderança do treino. Hamilton escapou da pista em uma das tentativas de volta rápida, porém, na sequência, baixou quase 7 décimos do melhor tempo.
Em sua primeira tentativa, o líder do campeonato Vettel tomou um susto, ao quase bater no muro no final da volta. Ele conseguiu evitar o choque, conquistando um tempo seguro para classificar-se para o Q2.
Ao término da primeira parte do treino, Hamilton liderou, seguido por Rosberg em segundo e Webber em terceiro. Foram eliminados no Q1 Vergne, Kovalainen, Pic, Petrov, Glock, De La Rosa e Karthikeyan.
Q2 — segunda parte
Em sua primeira tentativa de volta rápida Vettel escapou da pista. Hamilton saltou à frente novamente, com Alonso e Webber logo atrás. No entanto, Vettel conseguiu uma boa segunda tentativa, pulando para o segundo lugar. Hamilton foi o primeiro piloto a marcar um tempo na casa de 1:40.1 durante o final de semana.
Já no fim da tabela, as duplas de Force India e Sauber não se mostraram rápidas o bastante para superar o Q2. Senna ficou novamente atrás de Maldonado, finalizando na 15ª posição, sendo que o companheiro seguiu para o Q3, em 10º. Além dele foram eliminados também Hulkenberg, Pérez, Di Resta, Schumacher, Kobayashi e Ricciardo.
Q3 — terceira parte
O primeiro piloto a marcar tempo foi Räikkönen, entretanto, todos os outros pilotos já estavam na pista. Hamilton veio em volta rápida com parciais mais rápidas do que o resto do pelotão. Ele marcou o tempo que viria a ser o da pole position, 1min40s630mil, quase meio segundo à frente de Vettel, que ficava em segundo naquele momento.
Massa, que marcou apenas uma volta no Q3, vinha no mesmo ritmo de Alonso, mas uma freada brusca na última parcial derrubou o tempo do brasileiro. Na última volta rápida de cada piloto, Alonso e Massa não conseguiram melhorar seus tempos. Webber foi o único das equipes de ponta a melhorar, roubando a primeira fila do companheiro Vettel. Uma volta muito veloz rendeu o quarto lugar a Maldonado, que classificou-se à frente de Raikkonen e Button.

### Tempos
| Pos.           | No. | Driver             | Constructor          | Part 1   | Part 2   | Part 3   | Grid |
| -------------- | --- | ------------------ | -------------------- | -------- | -------- | -------- | ---- |
| 1              | 4   | Lewis Hamilton     | McLaren-Mercedes     | 1:41.497 | 1:40.901 | 1:40.630 | 1    |
| 2              | 2   | Mark Webber        | Red Bull-Renault     | 1:41.933 | 1:41.277 | 1:40.987 | 2    |
| 24             | 1   | Sebastian Vettel   | Red Bull-Renault     | 1:42.160 | 1:41.511 | 1:41.073 | PL   |
| 3              | 18  | Pastor Maldonado   | Williams-Renault     | 1:41.981 | 1:41.907 | 1:41.226 | 3    |
| 4              | 9   | Kimi Räikkönen     | Lotus-Renault        | 1:42.222 | 1:41.532 | 1:41.260 | 4    |
| 5              | 3   | Jenson Button      | McLaren-Mercedes     | 1:42.342 | 1:41.873 | 1:41.290 | 5    |
| 6              | 5   | Fernando Alonso    | Ferrari              | 1:41.939 | 1:41.514 | 1:41.582 | 6    |
| 7              | 8   | Nico Rosberg       | Mercedes             | 1:41.926 | 1:41.698 | 1:41.603 | 7    |
| 8              | 6   | Felipe Massa       | Ferrari              | 1:41.974 | 1:41.846 | 1:41.723 | 8    |
| 9              | 10  | Romain Grosjean    | Lotus-Renault        | 1:42.046 | 1:41.620 | 1:41.778 | 9    |
| 10             | 12  | Nico Hülkenberg    | Force India-Mercedes | 1:42.579 | 1:42.019 |          | 10   |
| 11             | 15  | Sergio Pérez       | Sauber-Ferrari       | 1:42.624 | 1:42.084 |          | 11   |
| 12             | 11  | Paul di Resta      | Force India-Mercedes | 1:42.572 | 1:42.218 |          | 12   |
| 13             | 7   | Michael Schumacher | Mercedes             | 1:42.735 | 1:42.289 |          | 13   |
| 14             | 19  | Bruno Senna        | Williams-Renault     | 1:43.298 | 1:42.330 |          | 14   |
| 15             | 14  | Kamui Kobayashi    | Sauber-Ferrari       | 1:43.582 | 1:42.606 |          | 15   |
| 16             | 16  | Daniel Ricciardo   | Toro Rosso-Ferrari   | 1:43.280 | 1:42.765 |          | 16   |
| 17             | 17  | Jean-Éric Vergne   | Toro Rosso-Ferrari   | 1:44.058 |          |          | 17   |
| 18             | 20  | Heikki Kovalainen  | Caterham-Renault     | 1:44.956 |          |          | 18   |
| 19             | 25  | Charles Pic        | Marussia-Cosworth    | 1:45.089 |          |          | 19   |
| 20             | 21  | Vitaly Petrov      | Caterham-Renault     | 1:45.151 |          |          | 20   |
| 21             | 24  | Timo Glock         | Marussia-Cosworth    | 1:45.426 |          |          | 21   |
| 22             | 22  | Pedro de la Rosa   | HRT-Cosworth         | 1:45.766 |          |          | 22   |
| 23             | 23  | Narain Karthikeyan | HRT-Cosworth         | 1:46.382 |          |          | 23   |
| 107%: 1:48.601 |     |                    |                      |          |          |          |      |
| Fonte:         |     |                    |                      |          |          |          |      |

### Corrida
Na largada Hamilton manteve a liderança, porém Raikkonen ultrapassou Webber subindo para o segundo posto, pressionando Hamilton nas duas primeiras voltas. Lá atrás, Vettel livrou-se de alguns carros mais lentos e perdeu um pedaço da asa dianteira após tentativa de ultrapassagem sobre Senna.
Na 9ª volta Karthikeyan teve problemas no carro e Rosberg, que vinha logo atrás, não percebeu que ele estava lento e o atropelou, causando um acidente muito forte. Os dois pilotos saíram sem problemas dos carros, entretanto o carro de segurança teve de ser acionado. Vettel foi para os boxes e caiu para a última posição pois precisava trocar a asa. Ele aproveitou para colocar pneus macios.
Hamilton liderava tranquilo quando na 20ª volta teve de abandonar com um problema hidráulico. Raikkonen assumiu a liderança. Alonso ultrapassou Maldonado em uma bela manobra. Em seguida, o australiano Webber tentou ultrapassar Maldonado por fora, foi tocado e rodou. Depois tentou a mesma manobra com Massa, os dois tocaram rodas, ele saiu da pista e na volta atrapalhou Massa, que rodou e perdeu muitas posições. Em seguida, Grosjean tentou passar Pérez, que fez a mesma coisa. Grosjean porém não conseguiu evitar o toque e ainda acertou Mark Webber, em um incidente que envolveu três carros e provocou mais uma entrada do carro de segurança.
Como os outros pilotos precisaram parar nos boxes, Vettel chegou à segunda colocação. Entretanto, quando fez a sua parada caiu para quarto. A segunda entrada do carro de segurança permitiu que, faltando 12 voltas para o fim, ele estivesse com pneus macios novos e próximo a Alonso e Button, que tinham pneus duros e usados.
Foram pelo menos 10 voltas de muita pressão de Vettel sobre Button para conquistar a terceira posição e também de Alonso sobre Raikkonen, para tentar a liderança. Vettel conseguiu bela ultrapassagem por fora, já Alonso não conseguiu ficar a menos de 1,2 segundos de Raikkonen, que voltou a vencer na categoria e comemorou muito.